# Liste des souverains de Saxe

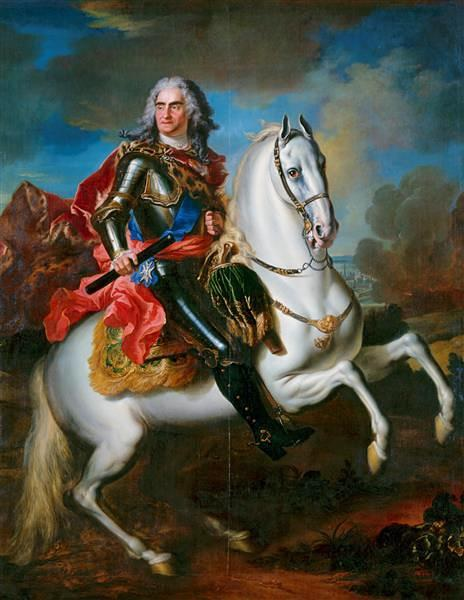
Auguste le Fort (1670-1733), électeur de Saxe (1694-1733) et roi de Pologne (1697-1704, 1709-1733).

La liste des souverains de Saxe réunit les ducs, les princes-électeurs et les rois qui ont régné sur le territoire mouvant de la Saxe primitive vers la Saxe historique, au travers des différentes constructions politiques, territoriales et dynastiques qui se succédèrent (Ottoniens, Billung, Welf, Ascaniens et Wettin). Parmi les différents moments de cette monarchie saxonne, on distingue l'époque du duché de Saxe au Moyen Âge central, l’élévation de la Saxe-Wittemberg à l'électorat par la Bulle d'or en 1356 en tant que tel jusqu'à la dissolution du Saint-Empire en 1806, et enfin le royaume de Saxe, précurseur de l'actuel État libre. Le dernier monarque ayant régné en Saxe est le roi Frédéric-Auguste III, déchu officiellement le 13 novembre 1918, au cours de la révolution allemande.

## Ducs de Saxe

Blason du duché de Saxe avant 1180.

En 772, la guerre des Saxons, une série de campagnes militaires et d'insurrections qui durera trente-deux ans commença, lorsque Charlemagne a envahi la Saxe païenne. Le principal chef saxon, Widukind, était un adversaire résistant et ingénieux, mais pour ne pas perdre la face dans une situation périlleuse, et pour empêcher Charlemagne de continuer une guerre ennuyante[évasif], il a accepté son offre de paix. L'accord a sauvé des droits exceptionnels aux chefs saxons dans leur pays d'origine (Lex Saxonum). Widukind a été baptisé en 785 et enterré dans la seule église germanique[Laquelle ?] qui n'ait pas de flèche[pertinence contestée]. Après la fin des conflits armés en 804, la Saxe était régie par des ministres carolingiens, dont le comte Ekbert (mort après 811), dux au service de Charlemagne, et son fils Cobbo l'Ancien, comte en Westphalie.

### Ottoniens (Ludolphides)
Vers l'an 852, le comte Liudolf (mort en 866) , possiblement un parent de Cobbo, fonda un couvent bénédictin à Brunshausen au centre de ses domaines en Ostphalie. Ancêtre de la dynastie puissante des Ottoniens, il a été désigné dux après sa mort.
- 866-880 : Bruno, fils aîné de Liudolf, comte en Saxe, l'ancêtre des Brunonides ;
- 880-912 : Otton l'Illustre, son frère ;
- 912-936 : Henri l'Oiseleur, son fils, accession au titre de roi de Francie orientale en 919 sous le nom de Henri Ier ;
- 936-962 : Otton le Grand, son fils, roi de Francie orientale en 936 et empereur du Saint-Empire en 962 sous le nom d'Otton Ier.

### Billung
- 962-973 : Hermann Ier, un parent d'Otton Ier ;
- 973-1011 : Bernard Ier, son fils ;
- 1011-1059 : Bernard II, son fils ;
- 1059-1072 : Ordulf, son fils ;
- 1072-1106 : Magnus Ier, son fils ;
- 1106-1137 : Lothaire de Supplinbourg, fait duc de Saxe par l'empereur Henri V à l'extinction de la maison précédente.

### Welf (maison de Brunswick)
- 1137-1139 : Henri le Superbe, duc de Bavière, le gendre de Lothaire ;
  - 1139-1142 : Albert l'Ours, issu de la maison d'Ascanie, petit-fils maternel du duc Magnus Ier, a temporairement reçu la Saxe en fief des mains du roi Conrad III de Hohenstaufen ;
- 1142-1180 : Henri le Lion, fils d'Henri le Superbe, également duc de Bavière, renversé par l'empereur Frédéric Barberousse.

### Maison d'Ascanie

Blason du duché ascanien de Saxe après 1180.
Burelé de sable et d'or, au crancelin de sinople, brochant en bande sur le tout.

- 1180-1212 : Bernard III, comte de Ballenstedt, nommé dux Saxoniae après séparation du duché de Westphalie ;
- 1212-1260 : Albert Ier, son fils ;
- 1260-1298 : Albert II, régnant conjointement avec son frère aîné Jean Ier jusqu'en 1282, puis avec ses neveux Jean II, Albert III et Éric Ier jusqu'à la séparation définitive des lignées de Saxe-Wittemberg et de Saxe-Lauenbourg en 1296 (cf. liste des ducs de Saxe-Lauenbourg) ;
- 1298-1356 : Rodolphe Ier, fils d'Albert II, nommé prince-électeur dans la Bulle d’or promulgué par l’empereur Charles IV le 10 janvier 1356.

## Électorat de Saxe

### Maison d'Ascanie
- 1356-1370 : Rodolphe II, fils de Rodolphe Ier ;
- 1370-1388 : Venceslas, son frère ;
- 1388-1419 : Rodolphe III, son fils ;
- 1419-1422 : Albert III, son frère.

### Maison de Wettin
- 1423-1428 : Frédéric Ier ;
- 1428-1464 : Frédéric II, son fils.

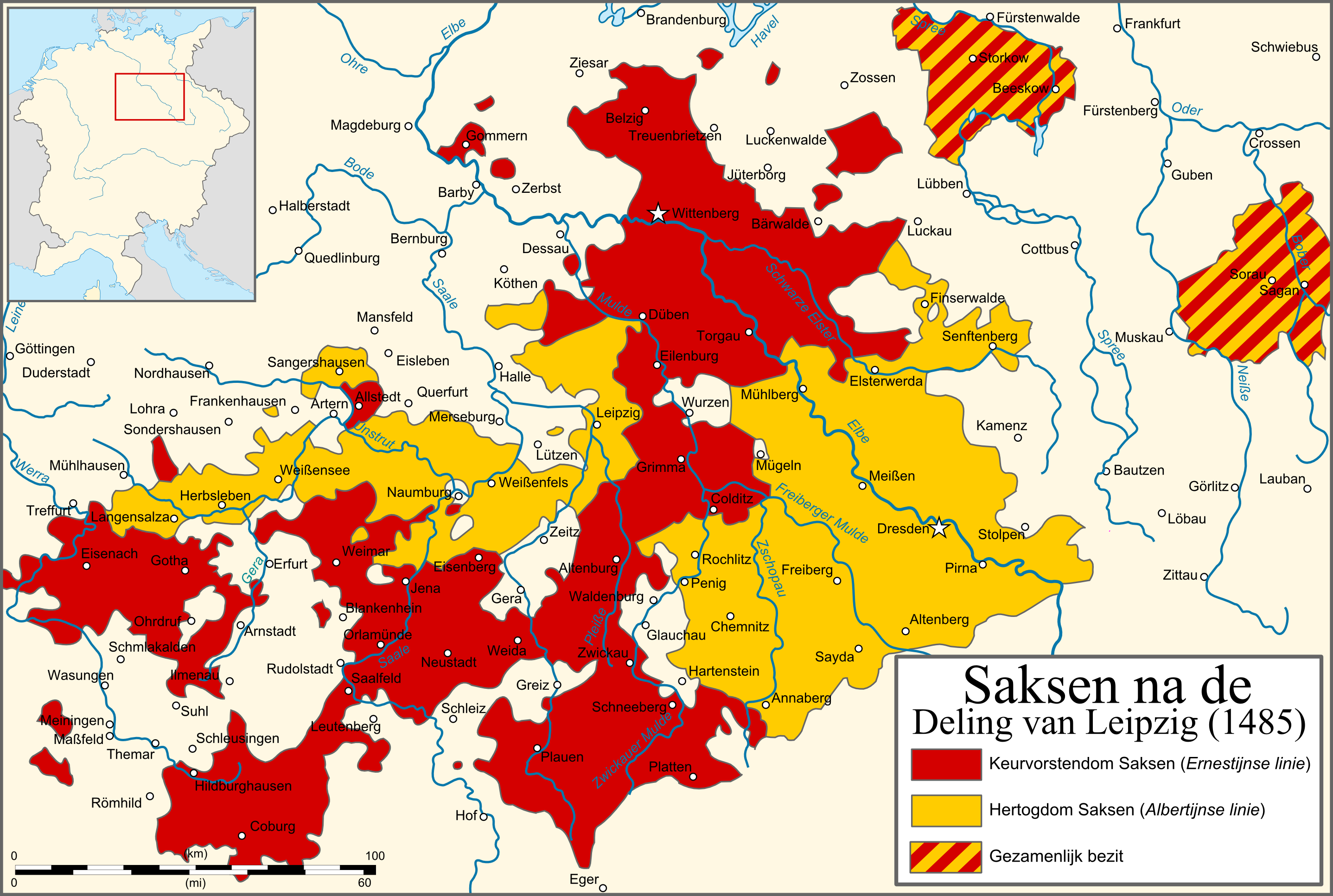
Carte des pays des Wettin après la division de Leipzig en 1485 ; l'électorat de Saxe est représenté en rouge.

À la mort de Frédéric II, ses fils régnèrent d'abord ensemble. Par un traité conclu le 26 août 1485 à Leipzig, ils se partagèrent leur héritage : l'ancien duché de Saxe-Wittemberg et la dignité électorale qui y est liée, ainsi que la plupart de l'ancien landgraviat de Thuringe autour de Weimar sont restés entre les mains de l'aîné, Ernest. Albert III, le cadet, a reçu l'ancien margraviat de Misnie, l'Osterland et la Thuringe septentrionale, portant le titre de « duc de Saxe ».

#### Électeurs ernestins et ducs albertins (1464-1547)
| Électeurs ernestins de Saxe - 1464-1486 : Ernest - 1486-1525 : Frédéric III, son fils - 1525-1532 : Jean Ier, son frère - 1532-1547 : Jean-Frédéric Ier, son fils | Ducs albertins de Saxe - 1485-1500 : Albert III - 1500-1539 : Georges, son fils - 1539-1541 : Henri IV, son frère - 1541-1547 : Maurice (devient électeur en 1547), son fils |

Par la capitulation de Wittenberg du 19 mai 1547, à la suite de la victoire de l'empereur Charles V à la bataille de Muehlberg, la Saxe-Wittemberg et le titre électoral passèrent à la branche albertine. La ligne ernestine continua de régner sur la Thuringe méridionale, mais leur duché de Saxe se divise en de nombreux micro-États ernestins, appelés duchés saxons, parmi lesquels ceux de Saxe-Weimar et Saxe-Cobourg-Eisenach. Parmi les duchés ernestins, le grand-duché de Saxe-Weimar-Eisenach, ainsi que les duchés de Saxe-Meiningen, de Saxe-Cobourg et Gotha et de Saxe-Altenbourg durèrent jusqu'à la fin de la Première Guerre mondiale.

#### Électeurs albertins (1547-1806)
| Portrait             | Nom                                                    | Règne       | Notes                                                                                                 |
| -------------------- | ------------------------------------------------------ | ----------- | --- |
| Maurice              | Maurice (21 mars 1521 – 9 juillet 1553)                | 1547 – 1553 | - Mort sans laisser de fils.                                                                          |
| Auguste Ier          | Auguste Ier (31 juillet 1526 – 11 février 1586)        | 1553 – 1586 | - Frère de Maurice.                                                                                   |
| Christian Ier        | Christian Ier (29 octobre 1560 – 25 septembre 1591)    | 1586 – 1591 | - Fils d'Auguste Ier.                                                                                 |
| Christian II         | Christian II (23 septembre 1583 – 23 juin 1611)        | 1591 – 1611 | - Fils de Christian Ier.                                                                              |
| Jean-Georges Ier     | Jean-Georges Ier (5 mars 1585 – 8 octobre 1656)        | 1611 – 1656 | - Frère de Christian II.                                                                              |
| Jean-Georges II      | Jean-Georges II (31 mai 1613 – 22 août 1680)           | 1656 – 1680 | - Fils de Jean-Georges Ier.                                                                           |
| Jean-Georges III     | Jean-Georges III (20 juin 1647 – 12 septembre 1691)    | 1680 – 1691 | - Fils de Jean-Georges II.                                                                            |
| Jean-Georges IV      | Jean-Georges IV (18 octobre 1668 – 27 avril 1694)      | 1691 – 1694 | - Fils de Jean-Georges III.                                                                           |
| Frédéric-Auguste Ier | Frédéric-Auguste Ier (12 mai 1670 – 1er février 1733)  | 1694 – 1733 | - Frère de Jean-Georges IV. - Élu roi de Pologne et grand-duc de Lituanie, sous le nom d’Auguste II.  |
| Frédéric-Auguste II  | Frédéric-Auguste II (17 octobre 1696 – 5 octobre 1763) | 1733 – 1763 | - Fils de Frédéric-Auguste Ier. - Roi de Pologne et grand-duc de Lituanie, sous le nom d’Auguste III. |
| Frédéric IV          | Frédéric IV (5 septembre 1722 – 17 décembre 1763)      | 1763 – 1763 | - Fils de Frédéric-Auguste II.                                                                        |
| François-Xavier      | François-Xavier (25 août 1730 – 21 juin 1806)          | 1763 – 1768 | - Frère de Frédéric IV. - Régent pour son neveu Frédéric-Auguste III.                                 |
| Frédéric-Auguste III | Frédéric-Auguste III (23 décembre 1750 – 5 mai 1827)   | 1768 – 1806 | - Fils de Frédéric IV. - Devient roi de Saxe en 1806 sous le nom de Frédéric-Auguste Ier.             |

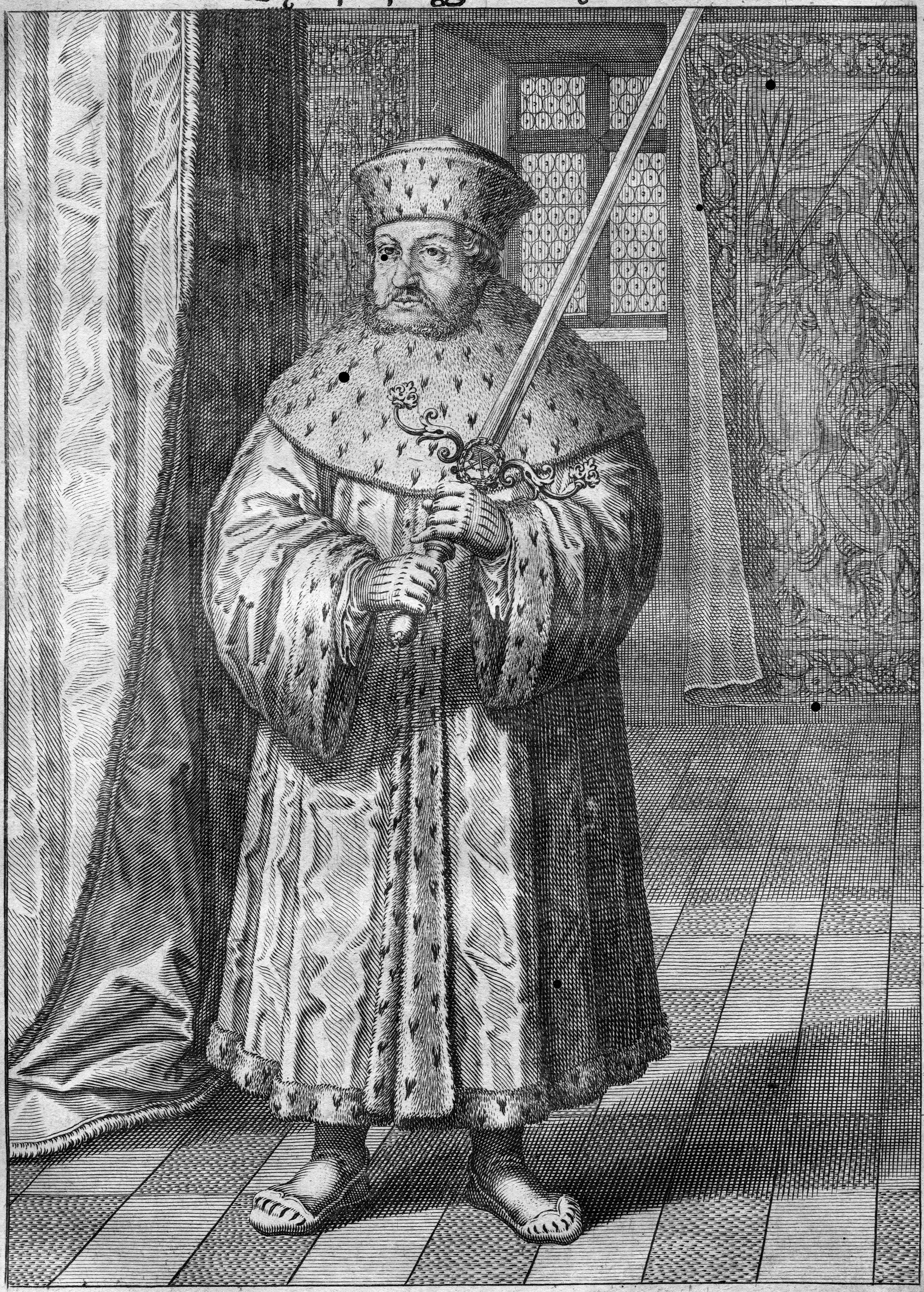
Frédéric III de Saxe
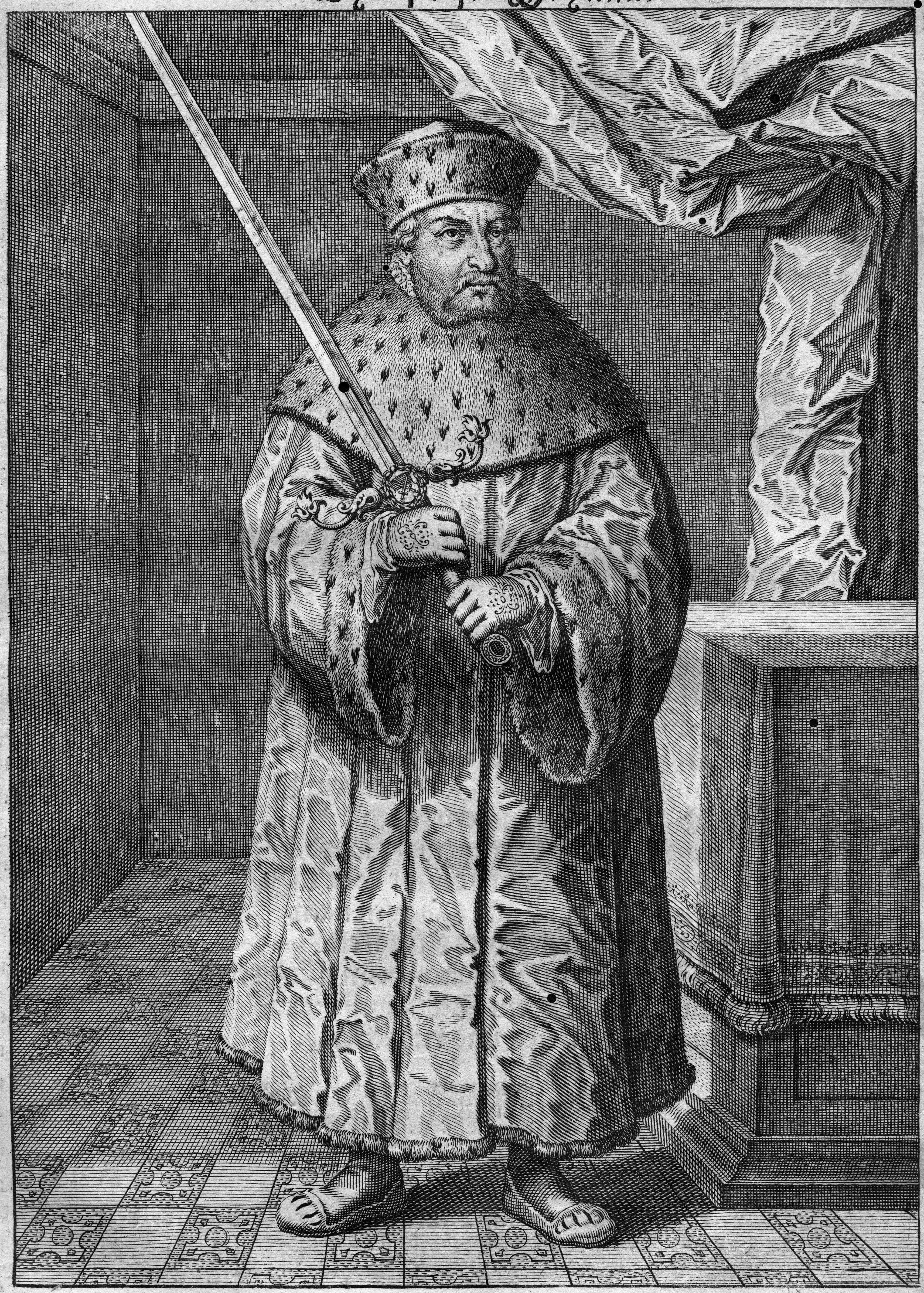
Jean Ier de Saxe
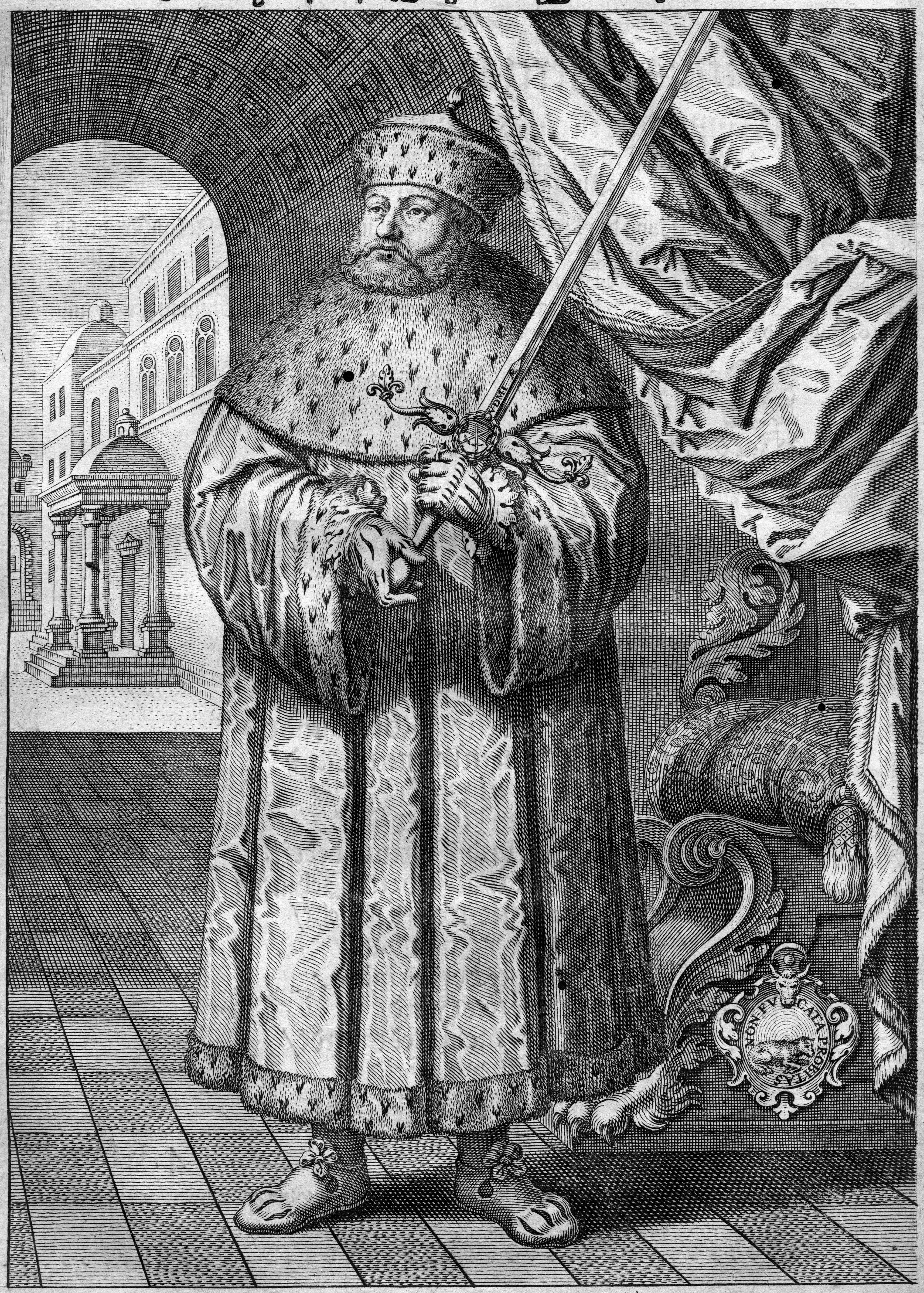
Jean-Frédéric Ier de Saxe
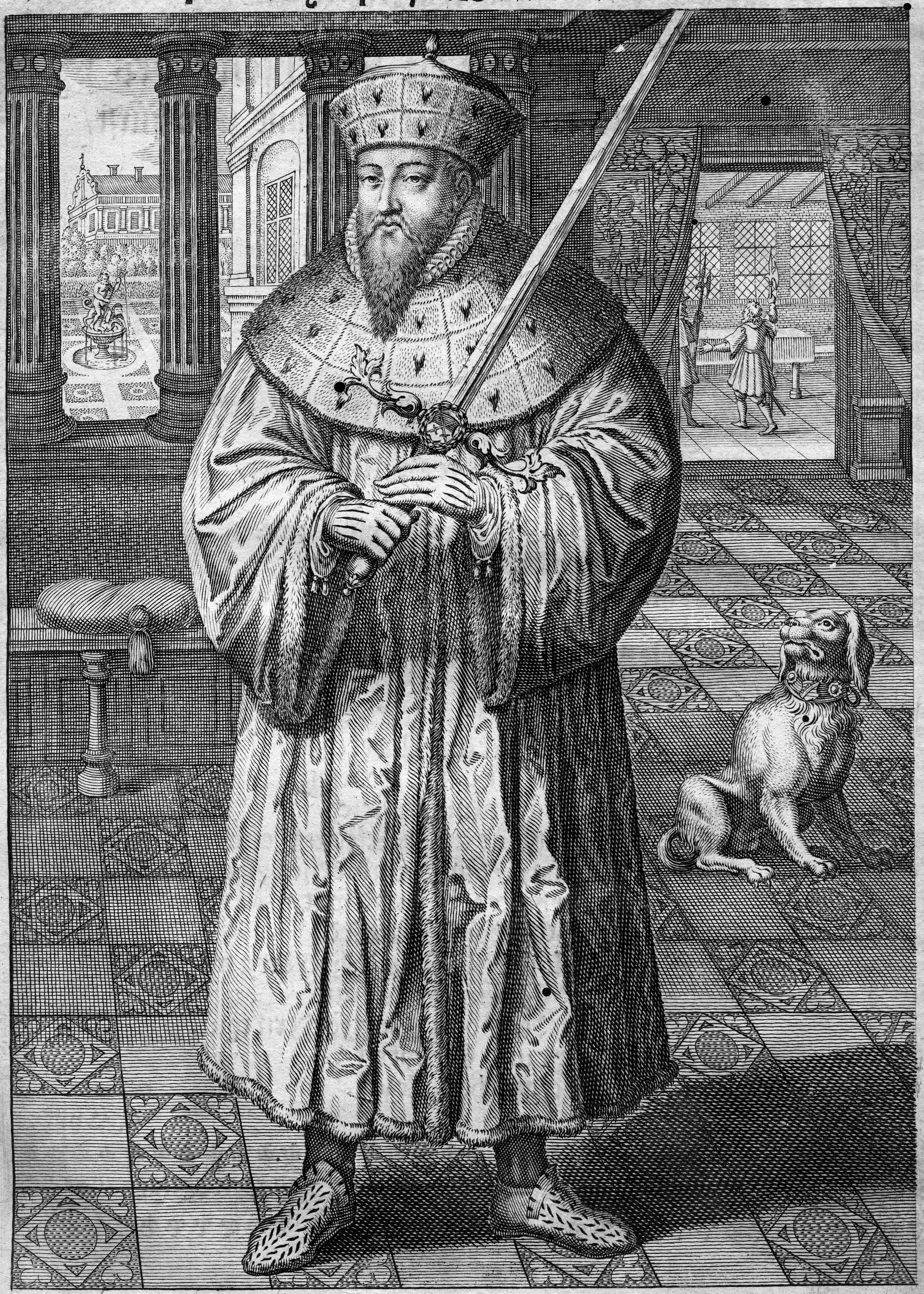
Maurice de Saxe
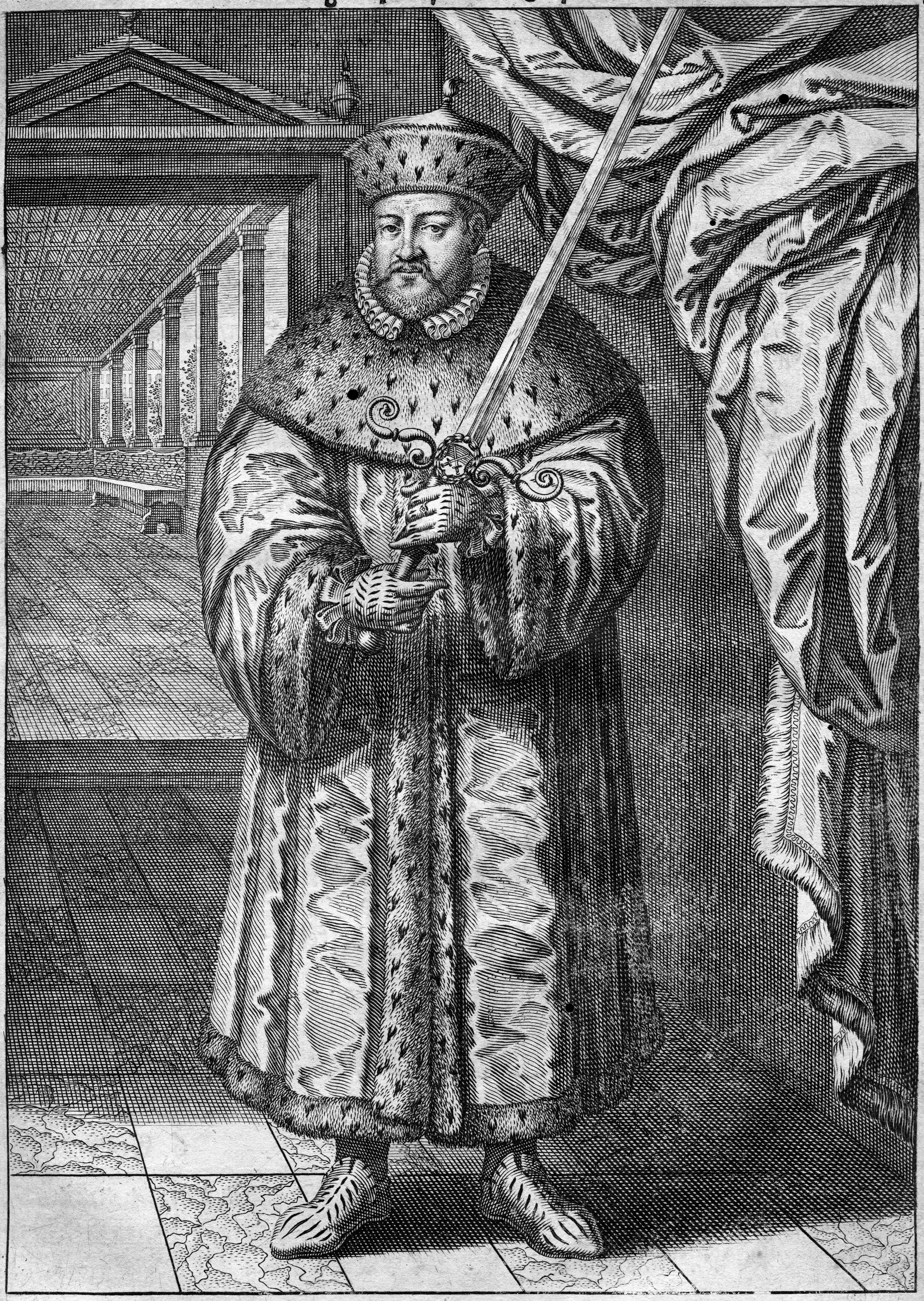
Auguste Ier de Saxe
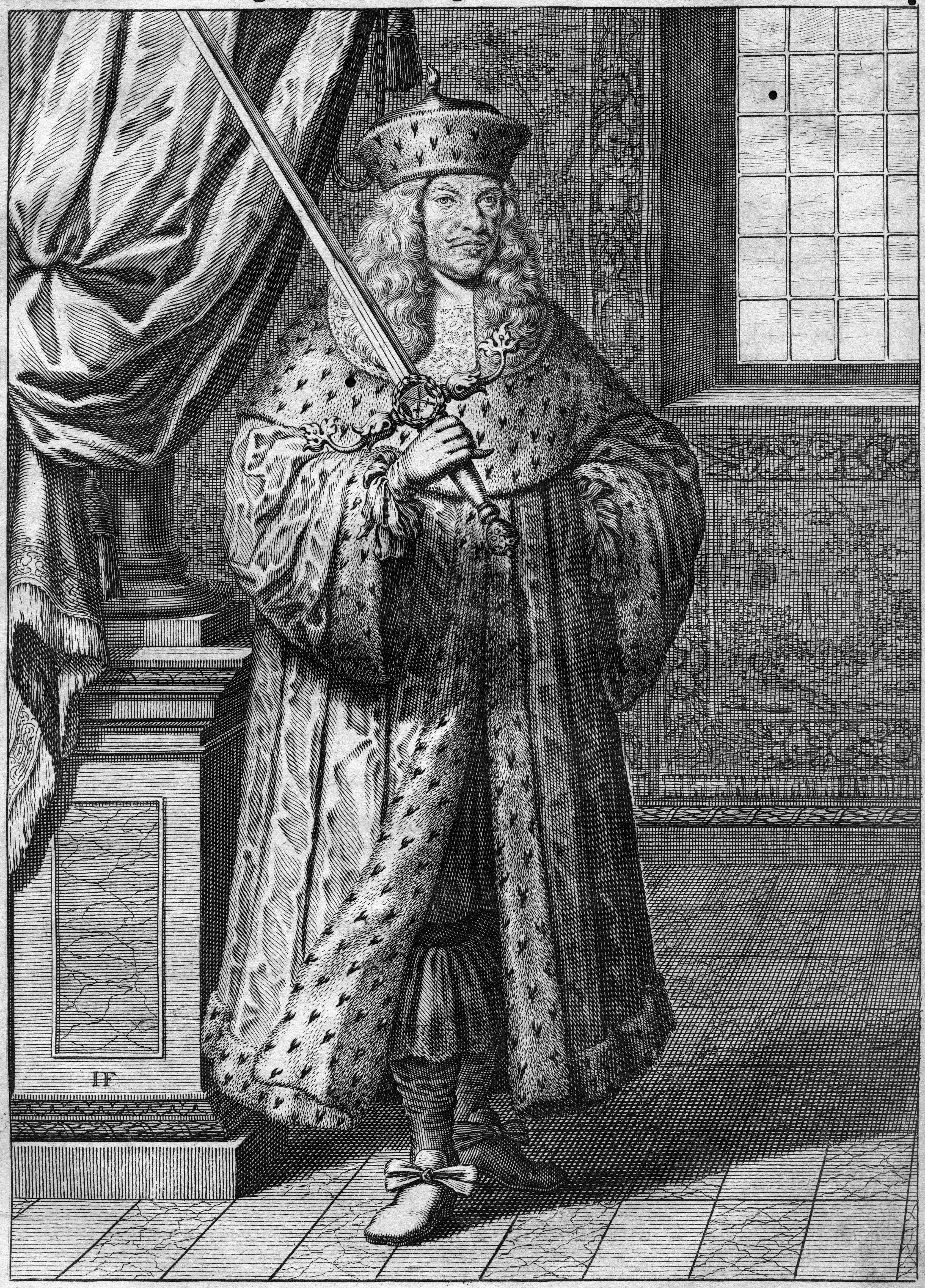
Jean-Georges II de Saxe

## Rois de Saxe (1806-1918)
| Portrait             | Nom                                                  | Règne       | Notes |
| -------------------- | ---------------------------------------------------- | ----------- | --- |
| Frédéric-Auguste Ier | Frédéric-Auguste Ier (23 décembre 1750 – 5 mai 1827) | 1806 – 1827 | - Mort sans laisser de fils. |
| Antoine              | Antoine (27 décembre 1755 – 6 juin 1836)             | 1827 – 1836 | - Cinquième fils de Frédéric IV et de Marie-Antoinette de Bavière. - Frère cadet de Frédéric-Auguste Ier. - Mort sans laisser d'enfants. |
| Frédéric-Auguste II  | Frédéric-Auguste II (18 mai 1797 – 9 août 1854)      | 1836 – 1854 | - Fils aîné du prince Maximilien et de Caroline de Bourbon-Parme. - Petit-fils de Frédéric IV.                                           |
| Jean                 | Jean (12 décembre 1801 – 29 octobre 1873)            | 1854 – 1873 | - Troisième fils du prince Maximilien et de Caroline de Bourbon-Parme. - Frère cadet de Frédéric-Auguste II.                             |
| Albert               | Albert (23 avril 1828 – 19 juin 1902)                | 1873 – 1902 | - Fils aîné du roi Jean et d'Amélie de Bavière. - Mort sans laisser d'enfants.                                                           |
| Georges              | Georges (8 août 1832 – 15 octobre 1904)              | 1902 – 1904 | - Troisième fils du roi Jean et d'Amélie de Bavière. - Frère cadet du roi Albert.                                                        |
| Frédéric-Auguste III | Frédéric-Auguste III (25 mai 1865 – 18 février 1932) | 1904 – 1918 | - Fils aîné du roi Georges et de Marie-Anne de Portugal. - Il abdique le 13 novembre 1918.                                               |